# Крутая Долина
Крутая Долина (укр. Крута Долина) — село в Жолковской городской общине Львовского района Львовской области Украины.
Население по переписи 2001 года составляло 26 человек. Занимает площадь 19,0 км². Почтовый индекс — 80352. Телефонный код — 3252.

## История
В 1946 г. Указом ПВС УССР хутор Хамы переименован в Крутую Долину.